# Caporales

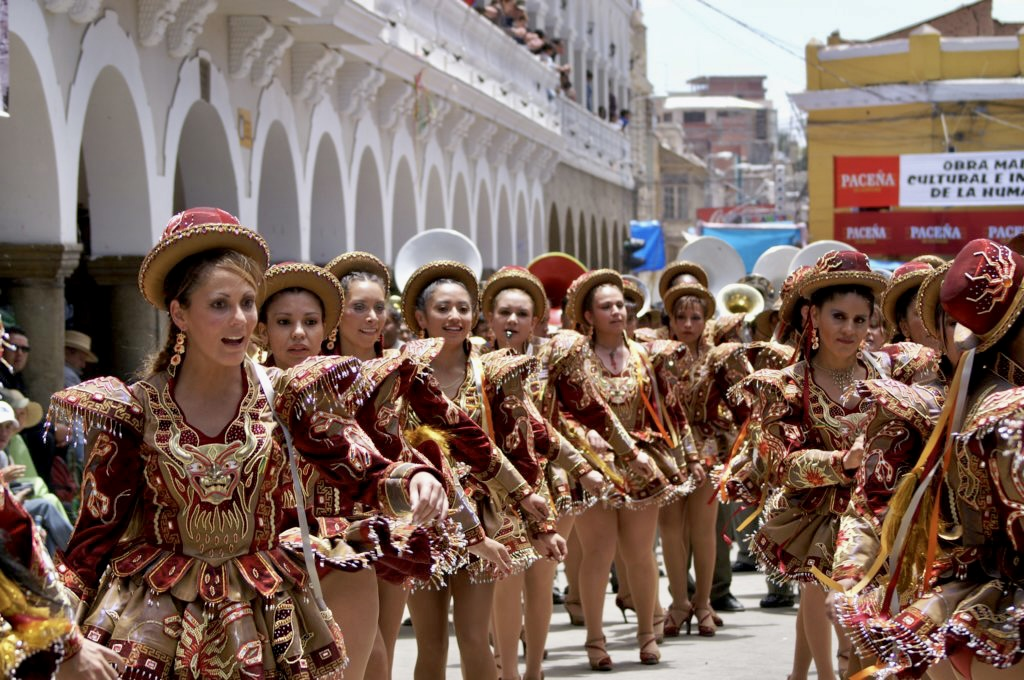

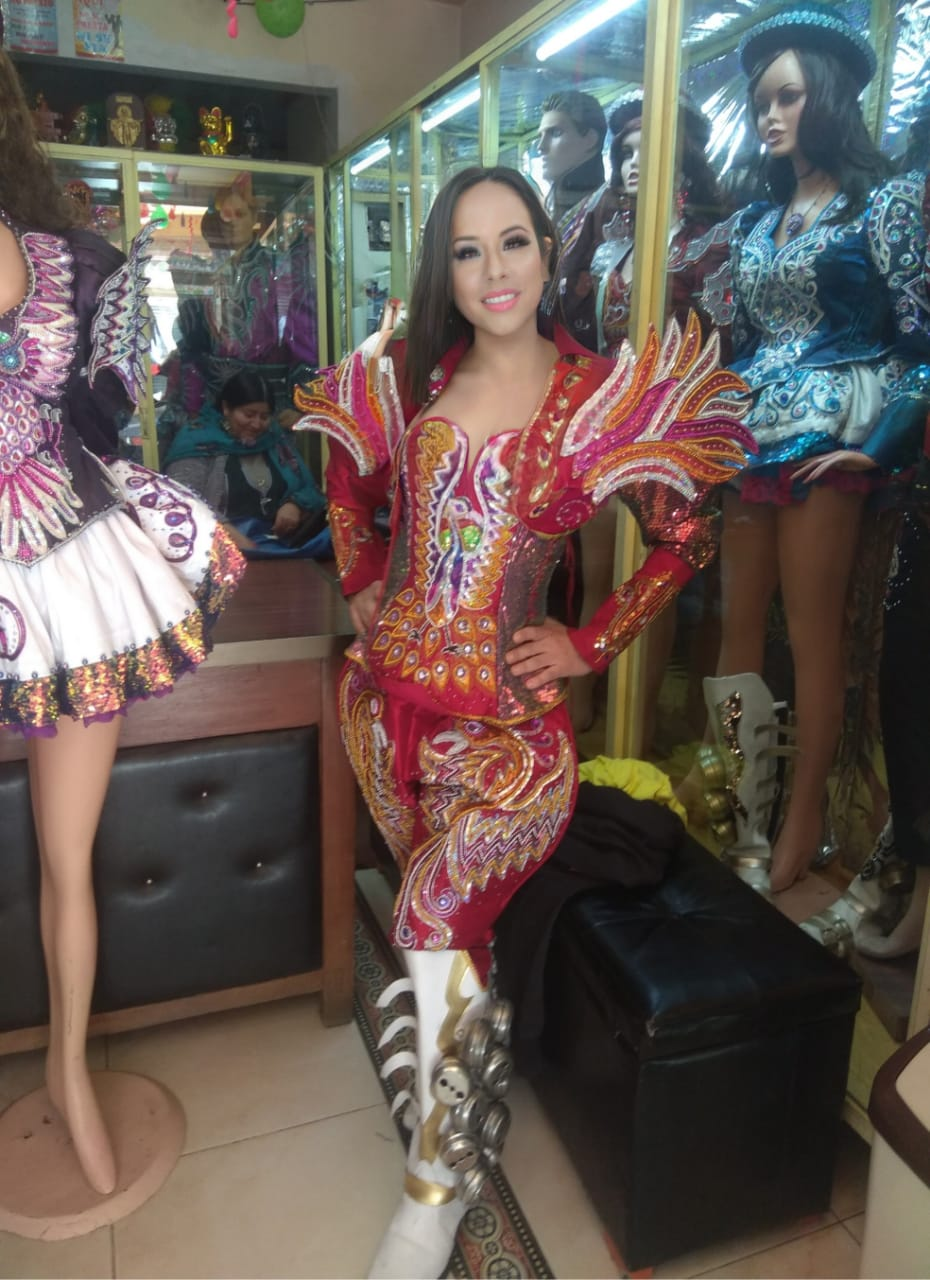
Donna Caporal

Los Caporales è una danza che appartiene al neo-folclore boliviano, presentata per la prima volta dai fratelli Estrada-Pacheco agli inizi degli anni settanta nella festa annuale del Gran Poder che ha luogo nella città di La Paz in Bolivia. La danza rappresenta un personaggio dell'epoca coloniale, il caporale (caposquadra) che era un uomo mulatto nominato per comandare sugli schiavi, per questo indossava un abbigliamento appariscente, portava in una mano una frusta e calzava degli stivali pieni di sonagli per incutere timore.
Il ritmo si ispira alla musica dei discendenti degli schiavi africani, attualmente diffusa nella regione calda di Yungas in Bolivia. Tuttavia, i costumi erano di origine europea. È così che questa danza con il suo ritmo coinvolgente è diventata un'importante espressione del folklore Boliviano nei nostri giorni.